# Eusebio de Samósata
Eusebio de Samósata (Samósata, hacia 330 - Dolikha, 379) fue obispo de Samósata. Es venerado como santo por católicos y ortodoxos.

## Biografía
En 361 fue nombrado obispo de Samósata con la custodia de las actas de la elección del patriarca San Melecio en 360, lo que suponían los arrianos que sería favorable a su causa y le dieron el voto, pero Melecio actuó conforme a la ortodoxia. Los obispos arrianos convencieron al emperador Constancio II, que era arriano, a imponer la destrucción de las actas a Eusebio para hacer una nueva elección. El emperador exigió la destrucción pero Eusebio se negó; el emperador le amenazó con cortarle la mano derecha y Eusebio respondió que le ofrecería las dos manos. 
Durante la persecución de los ortodoxos en el reinado de Valente que también era arriano, viajó por Siria y Palestina para restaurar obispados donde los titulares habían sido depuestos por los arrianos. En 374 fue desterrado a Tracia, pero en 378, muerte del emperador, fue restaurado a su sede. Se encontraba en Dolikha consagrando un obispo cuando una mujer supuestamente arriana lo mató al tirarle una teja a la cabeza en 379 o 380

## Veneración
Su festividad se conmemora el 22 de junio a la Iglesia occidental y oriental. Los actos de su martirio fueron escritos en siríaco y editados en los Acta martyrum por Bedjam (VI, 335).